# Бергели
Бергели́ (бел. Бергелi) — деревня в Берестовицком районе Гродненской области Белоруссии.
Входит в состав Берестовицкого сельсовета.
Расположена у восточной границы района. Расстояние до районного центра Большая Берестовица по автодороге — 10 км и до железнодорожной станции Берестовица — 18 км (линия Мосты — Берестовица). Ближайшие населённые пункты — Данилки, Каленики, Яцково. Площадь занимаемой территории составляет 0,0514 км², протяжённость границ 993 м.

## История
Бергели отмечены на карте Шуберта (середина XIX века) как околица. Числились в составе Верейковской волости Волковысского уезда Гродненской губернии, имели 40 десятин земли. С августа 1915 по 1 января 1919 года входили в зону оккупации кайзеровской Германии. Затем, после похода Красной армии, в составе ССРБ. В феврале 1919 года в ходе советско-польской войны заняты польскими войсками, а с 1920 по 1921 год войсками Красной Армии.
После подписания Рижского договора, в 1921 году Западная Белоруссия отошла к Польской Республике и Бергели были включены в состав новообразованной сельской гмины Велька-Бжостовица Гродненского повета Белостокского воеводства. В 1924 году насчитывали 6 дымов (дворов) и 40 душ (21 мужчину и 19 женщин). Все жители — поляки католического веросповедания..
В 1939 году, согласно секретному протоколу, заключённому между СССР и Германией, Западная Белоруссия оказалась в сфере интересов советского государства и её территорию заняли войска Красной армии. В 1940 году деревня вошла в состав новообразованного Данилковского сельсовета Крынковского района Белостокской области БССР. С июня 1941 по июль 1944 года оккупирована немецкими войсками. С 20 сентября 1944 года в Берестовицком районе. В 1959 году насчитывала 26 жителей. С 25 января 1962 года по 30 июля 1966 входила в состав Свислочского района. В 1970 году насчитывала 21 жителя. С 12 ноября 1973 года в Пархимовском сельсовете. На 1998 год насчитывала 3 двора и 8 жителей. С 1949 по 1950 год в колхозе имени Рокоссовского, Затем до 20 июня 2003 года в составе колхоза «Победа» (бел. Перамога). 18 октября 2013 года переведена в состав Берестовицкого сельсовета.

## Население
| 1924 | 1959 | 1970 | 1998 | 1999 | 2009 | 2015 |
| ---- | ---- | ---- | ---- | ---- | ---- | ---- |
| 40   | 26   | 21   | 8    | 8    | 8    | 5    |

## Транспорт
Через деревню проходит автодорога местного значения Н6927 Каленики - Бергели от республиканской автодороги Р78 Олекшицы - Волковыск - Порозово.